# 1781 w polityce
Wydarzenia polityczne w 1781 roku.

## Zmarli
- 18 maja Tupac Amaru II, przywódca inkaskiego powstania przeciwko Hiszpanom[1].